# Inger Marie Jørgensen
Inger Marie Jørgensen (født 26. marts 1915 i Hillerød, død 19. oktober 2014 i København) var en dansk billedhugger og grafiker. Hun var datter af maskinmester Frits Julius Jørgensen og Agnes Jensen Lysbro og gift den 29. november 1952 med fuldmægtig Ketil Hugleik Nedergaard-Hansen.

## Uddannelse
Inger Marie Jørgensen blev først uddannet på Kunsthåndværkerskolen med afgang 29.05.1936 som keramiker og studerede derefter på Kunstakademiet i København hos professor Einar Utzon-Frank 1938-44  med afgang 03.05.1944.

## Biografi
Inger Marie Jørgensen arbejdede både med skulptur i sten, keramik og træ. I en forenklet naturalisme skildrede hun ofte børn i leg eller fugle, og hun satte ofte mange figurer sammen til nye figurative mønstre. Hun eksperimenterede med sammensætningen af glas og stentøj i skulpturer og relieffer, og arbejdede meget med gennembrudte dobbeltrelieffer, der, for de keramiske skulpturers vedkommende, ofte var udfyldt med polykromt glas i hullerne. Træskulpturerne var ofte med forgyldte flader eller bemalede.
Hendes motiver var ofte børn, bibelske motiver, planter og, især i de senere år, fugle. Hun hentede ofte fuglemotiverne fra Søerne i København, hvor hun boede, og de blev til dobbeltrelieffer i træ med grupper af fugle. Med tiden arbejdede Inger Marie Jørgensen også med grafik, både i form af raderinger og linoleumstryk, og også her var motiverne ofte fugle, men også motiver fra hendes mange rejser. Hun rejste meget i Irland, men også en hel del i Grækenland, Italien, Japan, Frankrig, Færøerne, Island, Tyrkiet og Mexico.

## Værker i offentligt eje
- Børn i klatrebur (Hjerm Skole, træ med bemalet og forgyldt, 1975)
- H.C. Andersen fødselsdagsmedaljer (1986, 1987, 1988, 1989)
- Høns (Marie Mørk Skole i Hillerød, dobbeltrelief i bemalet træ, 1997)
- Kalkun (Endrupskolen ved Fredensborg, Skulptur i sten, 2003)

## Udsmykninger
- Relieffer til stolegavle, Onsbjerg Kirke (træ, 1951)
- Relieffer til sidefløje til alter, Skrøbelev Kirke (træ med forgyldning, 1957)
- Alterkors, Den danske Sømandskirke i Japan (palisander og sølv, 1964)
- Alterbillede, relief til prædikestol, alterbord, og døbefont, Præstevang Kirke (træ med forgyldning, sten, 1962)[3][4]
- Døbefont og prædikestol, Iglsø Kirke (sten, træ, 1965)[4]
- Orgelfacade, Onsbjerg Kirke (gennembrudt relief, træ, 1966) [5]
- Kors til kapel, Tranebjerg Kirke (træ, 1968)
- Kors til kapel, Onsbjerg Kirke (træ, 1969)
- Relieffer til stolegavle, Rørby Kirke (gennembrudt bemalet og forgyldt relief, 1993)

## Udstillinger
- Kunstnernes Efterårsudstilling (1940-42, 1944)
- Charlottenborgs Forårsudstilling (1943, 1945-49, 1951-52, 1954-57, 1959-65, 1967-68, 1973)
- Utzon-Frank og hans Elever, Charlottenborg (1943)
- Charlottenborgs Efterårsudstilling (1950, 1967)
- Koloristerne (1955)
- Gavnø Slotspark (1967-69)
- 2x140 Billedkunstnere, Nikolaj Kbh. (1973)
- Amtmandshaven i Hillerød (1974)
- Amnesty III, Nikolaj Kbh. (1981)
- Kunstnere for fred, Charlottenborg (1983)
- Kongens Have, Kbh. (1984, 1988)
- Landet i dag, Den frie Udstillingsbygning (1986)
- Kvindelige Kunstneres Samfund (1986, 1991, 1995, 2006, 2009)
- Møstings Hus (1987, 1993)
- Skulptur, Nikolaj, Kbh. (1989)
- Det kgl. danske haveselskabs have (1989)
- Dans Dans Dans, Munkeruphus (2001)
- Billedstedet, Brovst (2004)
- Helligåndshuset Kbh., Maj93 (2014)

Separatudstillinger
- Kunstnernes egen Kunsthdl., Kbh. (med N.P. Feilberg) (1948)
- Gal. Magstræde, Kbh. (1972)
- Slagelse Centralbibliotek (1973)
- BKFs Gal., Kbh. (1973)
- Thorasminde, Bagsværd (1979, 1989)
- Bikubens Gård, Kbh. (med Tove Olafsson) (1982)
- Frederiksborghallen, Hillerød (med Andreas Friis og Mette Friis) (1985)

## Organisatorisk virke
Medlem af Akademiet for de Skønne kunster (1989) 

## Stipendier og udmærkelser
- Carl Jul. Petersen (1945)
- Legat fra den grevelige Hjelmstjerne-Rosencroneske Stiftelse (1946)
- Akademiets lille guldmedalje (1947)
- Julius Schultz (1947)
- Den Neuhausenske pris (1947)
- Den Hertzogske Pris (1948)
- K.A.Larssens og hustru L.M.Larssen født Thodbergs legat (1949)
- J.R.Lund (1989)
- professor Gottfred Eickhoff & hustru maleren Gerda Eickhoffs fond (1992)
- Otto Baches legat 1992
- Æresmedlem, Kunstnerforeningen af 18. november (2003)
- Æresmedlem, Kvindelige Kunstneres Samfund (2007)[7]